# Gallicisme
Een gallicisme is een taalkundige ontlening in de vorm van een woord, zinswending of conventie, die is gevormd naar, of overgenomen uit het Frans en als strijdig wordt beschouwd met het Nederlandse taaleigen. 
Gallicismen komen voor in taalgebieden waarvan de inwoners contact met Franstaligen onderhouden of onderhouden hebben. In het Nederlands taalgebied komen gallicismen meer in het Belgisch-Nederlands voor dan in het Nederlands-Nederlands van boven de Moerdijk.

## Voorbeelden van gallicismen in het Nederlands
| Gallicisme                         | Franse oorsprong                      | Standaardnederlands                                                                                |
| ---------------------------------- | ------------------------------------- | -------------------------------------------------------------------------------------------------- |
| duur kosten                        | "coûter cher"                         | duur zijn/veel kosten (kan ook als contaminatie van 'duur zijn' en 'veel kosten' worden beschouwd) |
| ik ben akkoord met iem./iets       | "je suis d'accord avec ..."           | ik ga akkoord met ... (= ik ben het eens met ...)                                                  |
| micro                              | "micro"                               | microfoon                                                                                          |
| iets op punt stellen               | "mettre au point quelque chose"       | iets bijstellen (precies instellen)                                                                |
| op afspraak                        | "sur rendez-vous"                     | na afspraak                                                                                        |
| artistieke middens                 | "des milieux artistiques"             | artistieke kringen                                                                                 |
| het derde luik                     | "le troisième volet"                  | het derde deel                                                                                     |
| de eerste zorgen                   | "les premiers soins"                  | de eerste hulp                                                                                     |
| de aandacht trekken op             | "attirer l'attention sur"             | de aandacht vestigen op                                                                            |
| rond punt                          | "rond-point"                          | rotonde                                                                                            |
| beroep doen op                     | "faire appel à"                       | een beroep doen op                                                                                 |
| gevoelig aan ...                   | "sensible à ..."                      | gevoelig voor ...                                                                                  |
| solden                             | "soldes"                              | koopjes                                                                                            |
| zich interesseren aan ...          | "s'intéresser à quelque chose"        | zich interesseren voor                                                                             |
| zich verwachten aan ...            | "s'attendre à quelque chose"          | iets verwachten                                                                                    |
| in regel zijn met (de voorwaarden) | "être en règle avec (les conditions)" | voldoen aan (de voorwaarden)                                                                       |
| Gelieve te noteren                 | "Veuillez noter"                      | ergens op wijzen ("nota bene", n.b.)                                                               |
| kleineren                          | minoriser                             | verkleinen (kleineren heeft een afwijkende, eigen betekenis)                                       |